# Тринадцята
Доктор Ремі Гедлі (англ. Remy Hadley) або Тринадцята — персонаж американського телесеріалу «Доктор Хаус» у виконанні Олівії Вайлд.

## Життєпис
Матір Тринадцятої померла від хвороби Гантінгтона. Сама Тринадцята теж несе в собі гени цієї хвороби, хоча довго не наважувалася зробити потрібні тести. Після восьми тижнів випробувального терміну, Тринадцята разом з Катнером і Таубом отримала місце у відділенні діагностичної медицини, яким керує Ґреґорі Хаус. Хаус двічі звільняв її. 
Наприкінці епізоду «Ігри» («Games») Хаус звільняє її, оскільки в команду раптово повертається Форман. Проте Кадді вирішує, що Хаусу потрібна в команді одна жінка, тому вона змушує його знову найняти Тринадцяту, тим самим Хаус здійснює свій підступний план і повертає Тринадцату, не руйнуючи команду. Отже, Тринадцята стала єдиною жінкою в команді Хауса, де тепер уже 4 лікарі, замість 3-х, як було спочатку.
Хаус вдруге звільнив її у п'ятій серії п'ятого сезону, за те що вона пропустила «диф. діагноз» через наркотики, але в кінці серії повернув їй місце.
У серії «97 секунд» («97 Seconds»), Тринадцята діагностувала у покаліченого і безпорадного пацієнта захворювання угріца, тип зараження черв'яками, і лікувала за допомогою івермектину. У результаті діагноз виявився правильним, як і ліки. Проте пацієнт був не в змозі приймати належні таблетки, але це змогла зробити його собака-поводир, що незабаром привело до смерті не тільки пацієнта, але і його собаки. Хаус дав зрозуміти Тринадцятій, що вона помилилася, не проконтролювавши прийом пацієнтом прописаних препаратів, але не став її звільняти, вважаючи, що вона більше не допустить такої помилки, хоча звичайно ж пам'ятатиме цю подію. Хаус вражений її творчим потенціалом в постановці діагнозів і в проведенні різних тестів (інколи прихованих) для виявлення нових симптомів (як приклад: стресові тести або обробка вітамінами).
У п'ятому сезоні серіалу у Тринадцятої зав'язується роман з Еріком Форманом, постійно викликаючи інтерес Хауса і команди, з огляду на її бісексуальність й етнічну приналежність Формана. Старт роману поклала серія клінічних випробувань нових ліків проти хвороби Хантінгтона, в якій Форман грав роль супервізора, і куди він запросив Тринадцяту. Помітивши істотні поліпшення деяких пацієнтів і з'ясувавши, що Тринадцятій дається плацебо, Форман зважився на досить ризикований вчинок  — підміну плацебо на справжні ліки. У результаті, коли обман розкрився, Хаус пригрозив звільнити одного з них, якщо вони не припинять зустрічатися.
Команда і Хаус часто називають парочку «Чотирнадцята» (англ. Fourteen), гра слів англійської мови, ім'я утворено із поєднання прізвища Формана (англ. Foreman) і прізвиська Тринадцятої (англ. Thirteen).
На початку шостого сезону у зв'язку з тим, що Хаус перебував на лікуванні від наркозалежності, Еріка Формана призначили головою діагностичного відділення. З цього почався розлад у його стосунках із Тринадцятою через конфлікт інтересів на роботі. Це призвело до того, що Форман звільнив її, щоб зберегти їх любовні стосунки. Тринадцяту це образило, і вона вирішила з ним розійтися.
На початку 7 сезону партнер по команді Чейз пропонує Тринадцятій зустрічатись з ним. Хоча між ними і спостерігається певна іскра, дівчина відмовляє Роберту: вона обіймає хлопця і просто каже йому "дякую", після чого зникає на певний період. Як потім з'ясувалось, Тринадцята вбила свого брата, у якого була остання стадія Гентінгтона, а також відсиділа 6 місяців у в'язниці.

## Тринадцята і Хаус
Як можна припустити з її прізвиська, у грі Хауса на вибування вона була під номером 13. Досить довго вона не поспішала давати про себе яку-небудь інформацію, залишаючись потайливою, завдяки чому змогла огорнути себе ореолом таємничості навіть перед Хаусом, який висував різні теорії і щоразу помилявся (як приклад: «дочка алкоголіка»). Коли Тринадцята з'явилася вперше, всі претенденти на потрапляння до основного складу розподілялися під номерами, проте вона вирішила дотримуватися свого номера і в міжособистісних стосунках.
Хаус і його команда постійно жартують з приводу бісексуальності Тринадцятої, яку спочатку припустив Форман. Сама Тринадцята не підтверджує, але й не заперечує це припущення. Правда залишалась невідомою до моменту, коли в одному з епізодів її коханка виявилась пацієнткою доктора Хауса.
В останній серії 4-го сезону з'ясовується, що Тринадцята хвора на Хантінгтона, а значить, їй залишилось приблизно 10 років життя.

## Факти
- Бісексуалка
- На бейджику, який носить на медичному халаті персонаж  Олівії Вайлд, замість прізвища красується напис «Доктор 13».
- У серії «Голова Хауса» доктор Кадді називає тринадцяту «доктор Гедлі», тепер вже офіційно підтверджуючи її ім'я — Ремі Гедлі[6].
- До ролі в серіалі Олівія Вайлд (Тринадцята) грала в серіалі Самотні Серця (The OC). Її героїня, також як і Тринадцята, була бісексуалкою.